# Amon G. Carter Stadium
O Amon G. Carter Stadium é um estádio localizado em Fort Worth, Texas, Estados Unidos, possui capacidade total para 44.008 pessoas, é a casa do time de futebol americano universitário TCU Horned Frogs football da Universidade Cristã do Texas. O estádio foi inaugurado em 1929 e passou por uma reforma em 2012, o nome é em homenagem ao empresário e ex-aluno Amon G. Carter.